# マッシモ・ゴッビ
マッシモ・ゴッビ（Massimo Gobbi, 1980年1月31日 - ）はイタリア・ミラノ出身の元サッカー選手。現役時代のポジションはDF、MF（左サイドバック、左サイドハーフ、センターハーフ）。元イタリア代表。

## 経歴
名門のACミランユース出身であり、アッリエーヴィ時代はカンピオナート・アッリエーヴィ・ナツィオナーリで優勝もしている。その後イタリアのビッグクラブの若手選手に対する慣例によって、トレヴィーゾFCやカリアリ・カルチョといったいわゆるプロビンチャのクラブを転々とする。しかしACFフィオレンティーナの敏腕スポーツディレクターであるパンタレオ・コルヴィーノが埋もれかけていた才能を見出し、2006年ゴッビが26歳のときにフィオレンティーナに移籍。その年のプレシーズンの好調さから、同年にイタリア代表監督に就任したロベルト・ドナドーニによって念願のイタリア代表に招集されている。ワールドカップを制したばかりのアズーリが新体制となったドナドーニ監督就任後の初のメンバーとあって、フィオレンティーナティフォージにも注目されたが、このシーズンは怪我による長期離脱で思うような結果が残せなかった。
怪我から復帰した2007年以降は控えながらも、左サイドのマルチプレーヤーとして活躍。2007-08シーズンはルカ・トーニを抜けた穴を埋めるべく、チェーザレ・プランデッリ監督が様々なシステムを試合中、試合毎に変化させていたために、多くのシステムに対応することができたゴッビは重宝された。シーズン後半にロングボールやクロス主体の戦術から、ショートパス主体の戦術に変わっていくと、クロス精度に優れるマヌエル・パスクアルよりもドリブルが優れていたゴッビがサイドバックを務める事が多くなり、シーズンが終わる頃にはレギュラーとして定着していた。
2008-09シーズンはフアン・マヌエル・バルガスが移籍してきたことにより、1つのポジションを3人で争うという激しいポジション争いの日々が続く。しかしシーズン後半にバルガスがサイドハーフにポジションを上げることにより、サイドバックは再びゴッビとパスクァルで争われることになった。
2009-10シーズンは、サイドバックとしてパスクアルとターンオーバーで出場。ほぼ出場機会を半分に分け合っている。
2014-15シーズンを終え破産宣告を受けたパルマFCを退団。2015年6月30日、ACキエーヴォ・ヴェローナと2年契約を結んだ。
キエーヴォ・ヴェローナと契約を満了し、2018年7月14日、パルマにフリーで加入した。2018-19シーズン終了後、現役引退を表明した。

## 備考
- プロになってからは主に左サイドで様々なポジションをこなしているが、元々ACミランの下部組織時代はトレクァルティスタであった。

## 所属クラブ
- ACミラン 1991-1996 ※下部組織
- ACプロ・セスト 1996-1998 ※下部組織
- ACプロ・セスト 1998-1999
- トレヴィーゾFC 1999-2004

→  SSCジュリアーノ 2001-2002 (loan)
→  UCアルビーノレッフェ 2002-2003
- カリアリ・カルチョ 2004-2006
- ACFフィオレンティーナ 2006-2010
- パルマFC 2010-2015
- ACキエーヴォ・ヴェローナ 2015-2018
- SSDパルマ・カルチョ1913 2018-2019